# 시윤
시윤(김시윤, 1991년 6월 4일 ~ )는 대한민국의 가수이자 2023년 유키스 데뷔 15주년을 맞이하여 15주년 앨범에 재합류하여 활동했다김시윤은 대구 수성구에 산다.